# Hymna Kosova
Hymna Kosova je píseň Europa (česky Evropa). Byla složena kosovským umělcem a hudebním skladatelem Mendim Mengjiqim. Stejně jako národní hymny Španělska, San Marina a Bosny a Hercegoviny, tato hymna nemá žádný oficiální text. Hymna byla přijata 11. června 2008.

## Historie
12. března 2008 kosovská vláda vyhlásila soutěž na složení nové hymny v Prištinských novinácha na oficiálních webových stránkách kosovské vlády. Byla zadána tato pravidla:
- Hymna musí být originální a jedinečná.[7]
- Délka této hymny musí být delší než 30 sekund a nesmí přesáhnout 60 sekund.[7]
- Hymna by neměla diskriminovat žádnou skupinu obyvatel (Albánce, Srby, Gorany, Makedonce a Romy) a měla by být přijatelná pro všechny.[7]
- Návrhy musí být předloženy nejpozději do 31. března 2008.[7]
- Autor vítězného návrhu dostane 10 000 Eur, druhý nejlepší soutěžící obdrží 7000 Eur a třetí 5000 Eur.[7]